# Alessandro Bastoni
Alessandro Bastoni, född 13 april 1999 i Casalmaggiore, är en italiensk fotbollsspelare som spelar för Inter.

## Karriär
Den 5 juli 2023 förlängdes Bastoni sitt kontrakt i Inter fram till 2028.